# メガミノチカラ
「メガミノチカラ」は、矢島美容室の4枚目のシングル。2010年2月10日にavex traxから発売された。

## 概要
- 2010年1月27日、着うた配信を開始。
- 初回限定特典はトレーディングカード（全3種中1種）が封入されている。
- 2010年3月3日発売のアルバム「おかゆいところはございませんか?」の先行シングル。
- 歌詞に「WHO'S BAD!」と「ムーンウォーク」が出てくる。

## 収録曲
1. メガミノチカラ [3:32]
作詞：エンドウサツヲ、作曲：DJ OZMA、編曲：日比野裕史・渡辺徹
2. メガミノチカラ （KARAOKE） [3:30]

### DVD
1. メガミノチカラ（MUSIC VIDEO）

## 収録アルバム
| 収録アルバム                        | 発売日       | 規格品番            |
| ----------------------------------- | ------------ | ------------------- |
| 『おかゆいところはございませんか?』 | 2010年3月3日 | AVCD-38080 [CD+DVD] |
| 『おかゆいところはございませんか?』 | 2010年3月3日 | AVCD-38081 [CD]     |